# Go Stewie Go
Go Stewie Go («Давай, Стьюи, вперёд!») — тринадцатая серия восьмого сезона мультсериала «Гриффины». Премьерный показ состоялся 14 марта 2010 года на канале FOX.

## Сюжет
Брайан рассказывает Стьюи, что готовится к выходу американская версия английской программы «Весёлая ферма» (Jolly Farm Revue), которую малыш очень любит. Решив принять в ней участие, Стьюи переодевается в девочку, и берёт себе псевдоним Карина Смирнофф (Karina Smirnoff). На проекте Стьюи-Карина немедленно влюбляется в одну из участниц, Джули. Вскоре они оказываются в одной кровати, и Джули признаётся Карине в любви. Однако, когда Стьюи-Карина признаётся, что он — мальчик, Джули отказывается с ним общаться, обиженная на обман.
Тем временем Питер регулярно делает намёки на возраст своей жены, из-за чего та начинает обращать повышенное внимание на молодого бой-френда Мег, Энтони. Обманом отослав Мег из дома, Лоис, оставшись с юношей наедине, практически соблазняет Энтони, но та узнаёт об этом. Мег в ярости, что мать отбирает у неё фактически её единственного «нормального мальчика», и Лоис отступает. Вскоре Питер объясняет жене, что насмехался над её возрастом лишь потому, что сам страшится своего старения. Лоис прощает мужа.

## Создание
Автор сценария: Гэри Жанетти
Режиссёр: Грег Колтон
Композитор:
Приглашённые знаменитости: Стивен Бишоп (камео), Мо Коллинз, Колин Форд (в роли Рэнделла), Нана Визитор (в роли аудитора), Мэй Уитман (в роли Джули), Энн Хэтэуэй (в роли Матери Мэгги) и Лукас Грейбил (в роли Энтони)

## Интересные факты